# Sergueï Moziakine
Sergueï Valerievitch Moziakine, en russe : Сергей Валерьевич Мозякин et en anglais : Sergei Mozyakin (né le 30 mars 1981 à Iaroslavl en RSFS de Russie en URSS), est un joueur professionnel russe de hockey sur glace. Son fils Andreï est également hockeyeur.

## Biographie

### Carrière en club
En 1998, il débute avec les Foreurs de Val d'Or de la Ligue de hockey junior majeur du Québec en jouant quatre parties. De retour en Russie la saison suivante, il passe professionnel avec le HK CSKA Moscou en Vyschaïa liga avant de s'imposer en 2002 en Superliga. Il est choisi en 2002 au cours du repêchage d'entrée dans la Ligue nationale de hockey par les Blue Jackets de Columbus en 9e ronde, en 263e position. En 2006, il signe au Khimik Moskovskaïa Oblast. En 2008, le club est renommé Atlant Mytichtchi lors de son entrée dans une nouvelle compétition en Eurasie, la Ligue continentale de hockey. Il décroche la Coupe Gagarine 2014 et 2016 avec le Metallourg Magnitogorsk dont il est le capitaine. Il est alors le meilleur pointeur de la saison régulière puis des séries éliminatoires.
Le 7 février 2021, Sergueï Moziakine se retrouve sur la glace avec son fils Andreï qui joue son premier match dans la KHL avec le Metallourg Magnitogorsk face au Barys.

### Carrière internationale
Il représente la Russie depuis 2006.

## Trophées et honneurs personnels
- Vyschaïa liga
  - 2002 : meilleur pointeur, meilleur buteur, meilleur +/- de la poule Ouest.
  - 2002 : meilleur pointeur, meilleur buteur, meilleur passeur de la poule finale.
- Superliga
  - 2006 : participe au Match des étoiles avec l'équipe Ouest.
  - 2006 : meilleur pointeur.
  - 2006: meilleur passeur.
  - 2007 : participe au Match des étoiles avec l'équipe Ouest.
  - 2008 : meilleur pointeur.
  - 2008: Meilleur buteur.
- KHL
  - 2008-2009 : nommé attaquant du mois de septembre.
  - 2008-2009 : sélectionné avec la sélection Iachine pour le premier Match des étoiles.
  - 2008-2009 : termine meilleur pointeur.
  - 2008-2009 : nommé joueur avec le meilleur esprit sportif en compagnie d'Andreï Pervychine.
  - 2009-2010 : nommé attaquant du mois de décembre.
  - 2010 : participe avec l'équipe Iachine au deuxième Match des étoiles.
  - 2009-2010 : termine meilleur pointeur.
  - 2009-2010 : nommé dans l'équipe type.
  - 2010 : nommé attaquant du mois de novembre.
  - 2010 : nommé attaquant du mois de décembre.
  - 2011 : participe avec l'équipe Ouest au troisième Match des étoiles (titulaire).
  - 2010-2011 : nommé joueur avec le meilleur esprit sportif en compagnie de Vitali Novopachine.
  - 2010-2011 : nommé dans l'équipe type.
  - 2012 : participe au quatrième Match des étoiles avec la conférence Est.
  - 2013 : participe au cinquième Match des étoiles avec la conférence Est.

## Statistiques

### En club
| Saison    | Équipe                    | Ligue         |    | Saison régulière | Saison régulière | Saison régulière | Saison régulière | Saison régulière |    | Séries éliminatoires | Séries éliminatoires | Séries éliminatoires | Séries éliminatoires | Séries éliminatoires |
| Saison    | Équipe                    | Ligue         | PJ | B                | A                | Pts              | Pun              | PJ               | B  | A                    | Pts                  | Pun                  |                      |                      |
| 1998-1999 | Foreurs de Val d'Or       | LHJMQ         | 4  | 0                | 1                | 1                | 2                | -                | -  | -                    | -                    | -                    |                      |                      |
| 1999-2000 | CSKA Moscou 2             | Pervaïa liga  | 6  | 9                | 3                | 12               | 6                |                  |    |                      |                      |                      |                      |                      |
| 1999-2000 | HK CSKA Moscou            | Vyschaïa liga | 44 | 23               | 25               | 48               | 10               |                  |    |                      |                      |                      |                      |                      |
| 2000-2001 | HK CSKA Moscou            | Vyschaïa liga | 37 | 22               | 28               | 50               | 18               |                  |    |                      |                      |                      |                      |                      |
| 2000-2001 | CSKA Moscou               | Superliga     | 9  | 0                | 2                | 2                | 0                |                  |    |                      |                      |                      |                      |                      |
| 2001-2002 | HK CSKA Moscou            | Vyschaïa liga | 54 | 34               | 30               | 64               | 10               | 14               | 10 | 13                   | 23                   | 4                    |                      |                      |
| 2002-2003 | CSKA Moscou               | Superliga     | 33 | 12               | 15               | 27               | 18               | -                | -  | -                    | -                    | -                    |                      |                      |
| 2003-2004 | CSKA Moscou               | Superliga     | 45 | 21               | 19               | 40               | 6                | -                | -  | -                    | -                    | -                    |                      |                      |
| 2004-2005 | CSKA Moscou               | Superliga     | 49 | 11               | 12               | 23               | 22               | -                | -  | -                    | -                    | -                    |                      |                      |
| 2005-2006 | CSKA Moscou               | Superliga     | 51 | 20               | 32               | 52               | 28               | 7                | 1  | 2                    | 3                    | 4                    |                      |                      |
| 2006-2007 | Khimik Moskovskaïa Oblast | Superliga     | 54 | 27               | 33               | 60               | 10               | 9                | 5  | 4                    | 9                    | 4                    |                      |                      |
| 2007-2008 | Khimik Moskovskaïa Oblast | Superliga     | 57 | 37               | 27               | 64               | 22               | 5                | 3  | 1                    | 4                    | 0                    |                      |                      |
| 2008-2009 | Atlant Mytichtchi         | KHL           | 56 | 34               | 42               | 76               | 14               | 7                | 2  | 4                    | 6                    | 0                    |                      |                      |
| 2009-2010 | Atlant Mytichtchi         | KHL           | 56 | 27               | 39               | 66               | 44               | 4                | 1  | 3                    | 4                    | 0                    |                      |                      |
| 2010-2011 | Atlant Mytichtchi         | KHL           | 54 | 27               | 34               | 61               | 12               | 23               | 8  | 13                   | 21                   | 2                    |                      |                      |
| 2011-2012 | Metallourg Magnitogorsk   | KHL           | 53 | 20               | 19               | 39               | 18               | 12               | 6  | 3                    | 9                    | 0                    |                      |                      |
| 2012-2013 | Metallourg Magnitogorsk   | KHL           | 48 | 35               | 41               | 76               | 6                | 7                | 2  | 4                    | 6                    | 0                    |                      |                      |
| 2013-2014 | Metallourg Magnitogorsk   | KHL           | 54 | 34               | 39               | 73               | 8                | 21               | 13 | 20                   | 33                   | 8                    |                      |                      |
| 2014-2015 | Metallourg Magnitogorsk   | KHL           | 49 | 27               | 27               | 54               | 14               | 10               | 8  | 5                    | 13                   | 0                    |                      |                      |
| 2015-2016 | Metallourg Magnitogorsk   | KHL           | 57 | 32               | 35               | 67               | 0                | 23               | 11 | 14                   | 25                   | 2                    |                      |                      |
| 2016-2017 | Metallourg Magnitogorsk   | KHL           | 60 | 48               | 37               | 85               | 4                | 17               | 7  | 17                   | 24                   | 0                    |                      |                      |
| 2017-2018 | Metallourg Magnitogorsk   | KHL           | 42 | 19               | 23               | 42               | 4                | 11               | 4  | 8                    | 12                   | 0                    |                      |                      |
| 2018-2019 | Metallourg Magnitogorsk   | KHL           | 61 | 23               | 32               | 55               | 10               | 6                | 0  | 3                    | 3                    | 1                    |                      |                      |
| 2019-2020 | Metallourg Magnitogorsk   | KHL           | 57 | 15               | 26               | 41               | 16               | 5                | 2  | 3                    | 5                    | 0                    |                      |                      |
| 2020-2021 | Metallourg Magnitogorsk   | KHL           | 38 | 10               | 11               | 21               | 4                | 11               | 4  | 6                    | 10                   | 0                    |                      |                      |

### En équipe nationale
| Année | Compétition          |    | PJ | B | A  | Pts | Pun | +/-                |  | Résultat |
| 2006  | Championnat du monde | 4  | 2  | 1 | 3  | 0   | 0   | Cinquième place    |  |          |
| 2008  | Championnat du monde | 7  | 0  | 1 | 1  | 2   | +2  | Médaille d'or      |  |          |
| 2009  | Championnat du monde | 6  | 2  | 2 | 4  | 2   | +2  | Médaille d'or      |  |          |
| 2010  | Championnat du monde | 4  | 1  | 1 | 2  | 0   | 0   | Médaille d'argent  |  |          |
| 2013  | Championnat du monde | 8  | 1  | 3 | 4  | 2   | +1  | Sixième place      |  |          |
| 2015  | Championnat du monde | 10 | 6  | 6 | 12 | 0   | +8  | Médaille d'argent  |  |          |
| 2016  | Championnat du monde | 9  | 6  | 3 | 9  | 2   | +6  | Médaille de bronze |  |          |
| 2017  | Championnat du monde | 3  | 1  | 2 | 3  | 0   | 0   | Médaille de bronze |  |          |
| 2018  | Jeux olympiques      | 6  | 1  | 3 | 4  | 0   | 0   | Médaille d'or      |  |          |